# Estação Eduardo Brito
A Estação Eduardo Brito é uma das estações do Metrô de Santo Domingo, situada em Santo Domingo, seguida da Estação Manuel de Jesús Abreu Galvan. Administrada pela Oficina para el Reordenamiento del Transporte (OPRET), é uma das estações terminais da Linha 2.
Foi inaugurada em 1º de abril de 2013. Localiza-se no cruzamento da Avenida Padre Castellanos com a Avenida Francisco del Rosario Sanchez.